# Baccaurea airyshawii
Baccaurea airyshawii là một loài thực vật có hoa trong họ Diệp hạ châu. Loài này được Chakrab. & M.Gangop. mô tả khoa học đầu tiên năm 1994.